# 尖頭線油鯰
尖頭線油鯰，為輻鰭魚綱鯰形目鼬鯰科的其中一種，為熱帶淡水魚，分布於南美洲納波河、烏卡亞利河及Solimões河流域，體長可達3.8公分，棲息在底層水域，生活習性不明。

## 扩展阅读
維基物種上的相關：尖頭線油鯰